# Giscón (oficial)
Giscón (Gisco, Γίσκων) fue un oficial cartaginés al servicio de Aníbal. Su historia es explicada por Plutarco y dice que fue con su jefe a explorar el terreno antes de la batalla de Cannas y cuando vio la gran cantidad de soldados romanos, se mostró muy sorprendido. Aníbal, con mucho sentido del humor le dijo: «Otra cosa que se te ha pasado, Giscón, es todavía más sorprendente — que aunque haya tantos de ellos, no hay ninguno de entre todos ellos que se llame Giscón».